# Rhagoletis rhytida
Rhagoletis rhytida är en tvåvingeart som beskrevs av Friedrich Georg Hendel 1914. Rhagoletis rhytida ingår i släktet Rhagoletis och familjen borrflugor. Inga underarter finns listade i Catalogue of Life.